# Oh
Oh – wspólny singel Ciary i Ludacrisa, pochodzący z debiutanckiego albumu wokalistki, Goodies.

## Oficjalne remiksy
- Kardinal Beats remix
- Bimbo Jones remix
- DJ Volume South Beach remix
- Bimbo Jones dub mix
- Kardinal Beats radio edit
- DJ Scene" mix
- DJ David C radio edit
- Edson Pride
- Private Rework remix
- OranGeFuZzZ radio mix
- M'Silver Inovating club mix
- Oh (feat. M. Pokora) French Remix

## Listy sprzedaży
| Chart (2005)                                            | pozycja |
| ------------------------------------------------------- | ------- |
| U.S. Billboard Hot 100                                  | 2       |
| U.S. Billboard Hot R&B/Hip-Hop Singles & Tracks         | 2       |
| U.S. Billboard Pop 100                                  | 6       |
| Official UK Singles Chart                               | 4       |
| New Zealand Singles Chart                               | 5       |
| Australian Recording Industry Association Singles Chart | 7       |
| Australian Urban Chart                                  | 4       |
| German Singles Chart                                    | 7       |
| Irish Singles Chart                                     | 7       |
| Switzerland Singles Chart                               | 11      |
| China Singles Chart                                     | 13      |
| Finland Singles Chart                                   | 18      |
| Italian Singles Chart                                   | 46      |
| French Singles Chart                                    | 48      |
| Canadian BDS Airplay Chart                              | 49      |